# (28015) 1997 YG9
1997 واي جي 9 (ويعرف أيضًا باسم (28015) 1997 واي جي 9 وفق تسمية الكوكب الصغير) (بالإنجليزية: 1997 YG9)‏ هو كويكب ضمن حزام الكويكبات؛ وترتيبه 28015 من حيث الاكتشاف.
اكتُشف هذا الجُرم الفلكي بواسطة Stephen P. Laurie ‏ في 26 ديسمبر 1997.

## وصلات خارجية
- (28015) 1997 YG9 في قاعدة بيانات مختبر الدفع النفاث لأجرام النظام الشمسي الصغيرة

- الاكتشاف · مخطط المدار ·  العناصر المدارية · المعلمات المادية

- (28015) 1997 YG9 على موقع ويكي سكاي: DSS2, SDSS, GALEX, IRAS, Hydrogen α, X-Ray, Astrophoto, Sky Map, Articles and images